# رامون مارتين هويرتا
رامون مارتين هويرتا (بالإسبانية: Ramón Martín Huerta)‏ هو سياسي مكسيكي، ولد في 24 يناير 1957 في المكسيك، وتوفي في 21 سبتمبر 2005. حزبياً، نشط في حزب العمل الوطني. وقد انتخب Governor of Guanajuato ‏ وانتخب عضو مجلس النواب المكسيك.